# Професионално обединение на държавните служители
Професионалното обединение на държавните служители е юридическо лице с нестопанска цел.

## Цели на организацията
Професионалното обединение на държавните служители е сдружение, което е създадено, за да защитава интересите на държавните служители, чиито статут е уреден в Закона за държавния служител. Сдружението е юридическо лице, отделно от членовете си, учредено съгласно разпоредбите на Закона за юридическите лица с нестопанска цел и осъществява своята дейност в обществена полза.
Съгласно своя устав, сдружението не преследва политически цели и не може да бъде свързвано с политически организации.

## Правна информация
Професионалното обединение на държавните служители е регистрирано по Закона за юридическите лица с нестопанска цел. Правната му форма е сдружение. То е учредено на 15 октомври 2004 г. ПОДС функционира съгласно нормативната рамка на Закона за държавния служител, която предвижда, че „държавните служители имат право да се сдружават в професионални организации и сдружения с нестопанска цел“ (чл. 43) и „държавните служители имат право свободно да образуват синдикални организации, да встъпват и да прекратяват членството си в тях, като се съобразяват само с техните устави“ (чл. 44, ал. 1).

## Структура

### Управление
Органите за управление на Професионалното обединение на държавните служители са общо събрание и управителен съвет.
В Общото събрание участват всички членове на сдружението и само то може да изменя и допълва устава на сдружението и да избира и освобождава членовете на управителния съвет. Общото събрание се провежда най-малко веднъж годишно.
Управителният съвет се състои от петима членове на сдружението. Членовете на управителния съвет се избират за срок 3 години без ограничения броя на мандатите. Управителният съвет избира от своя състав председател и заместник-председател.
Управителният съвет приема и изключва членове; представлява ПОДС, както и определя обема на представителната власт на отделните негови членове; взема решение за участие в други организации; осигурява изпълнението на решенията на Общото събрание на ПОДС.

#### Членове на Управителния съвет на ПОДС
- Олга Чернева (председател)
- Снежана Димитрова (заместник-председател)
- Даниела Михнева
- Иванка Раичкова
- Лилия Колева

### Секции
Съгласно устава на сдружението, членовете на ПОДС от една административна структура могат да създават секции. Към началото на 2015 г. съществуват две секции на ПОДС — в Министерството на външните работи и в Министерството на финансите.

## Финансиране
Имуществото на Професионалното обединение на държавните служители се образува от:
1. членски внос;
2. финансиране по проекти и програми;
3. приходи от имуществото на ПОДС;
4. дарения и завещания в полза на ПОДС.

Сдружението не разпределя печалба.

## Дейност и инициативи
Дейността на сдружението е свързана с представяне на експертиза по въпросите на държавната служба на своите членове, изразяване на становища по темата и по въпросите на административната реформа като цяло пред съответните органи на власт и изразяване на позиции по актуални теми от ежедневната работа на държавната администрация.

### Дело за дискриминация пред Комисията за защита от дискриминация
През 2010 г. със своя заповед министърът на финансите Симеон Дянков установява размер на отпуска за ненормирано работно време на служителите в Министерството на финансите, работещи по трудово правоотношение (съгласно Кодекса на труда) от 5 дни, а за държавните служители (съгласно Закона за държавния служител) от 1 ден. През месец юни 2011 г. председателят на ПОДС Иван Нейчев завежда дело пред Комисията за защита от дискриминация срещу министъра на финансите поради неравното третиране на служителите по двата вида правоотношение. Със свое Решение № 96 от 17 април 2012 г. Комисията за защита от дискриминация установява, че действията на министъра представляват забранена от закона пряка дискриминация по отношение на държавните служители. С решението, на министъра на финансите са наложени принудителни административни мерки за уреждане правото на допълнителен годишен отпуск за ненормирано работно време без оглед вида на правоотношението на служителите в министерството.

### Сезиране на Омбудсмана на Република България
През месец януари 2012 г. Професионалното обединение на държавните служители се обръща към Омбудсмана на Република България с молба за сезиране на Конституционния съд по повод направените чрез Закона за бюджета на държавното обществно осигуряване промени в режима на компенсиране на държавните служители при тяхното пенсиониране.
Отстояваната от ПОДС теза е, че приетите от Народното събрание норми поставят в неравнопоставено положение държавните служители спрямо служителите по трудово правоотношение. Промените предвиждат държавните служители с по-дълъг стаж в администрацията, които ще се пенсионират през първата половина на 2012 г. да бъдат ощетени и дискриминирани спрямо пенсиониращите се, с по-кратък стаж в администрацията.